# Persoonia amaliae
Persoonia amaliae (лат.) — кустарник или небольшое дерево, вид рода Персоония (Persoonia) семейства Протейные (Proteaceae), эндемик Квинсленда в Австралии.

## Ботаническое описание

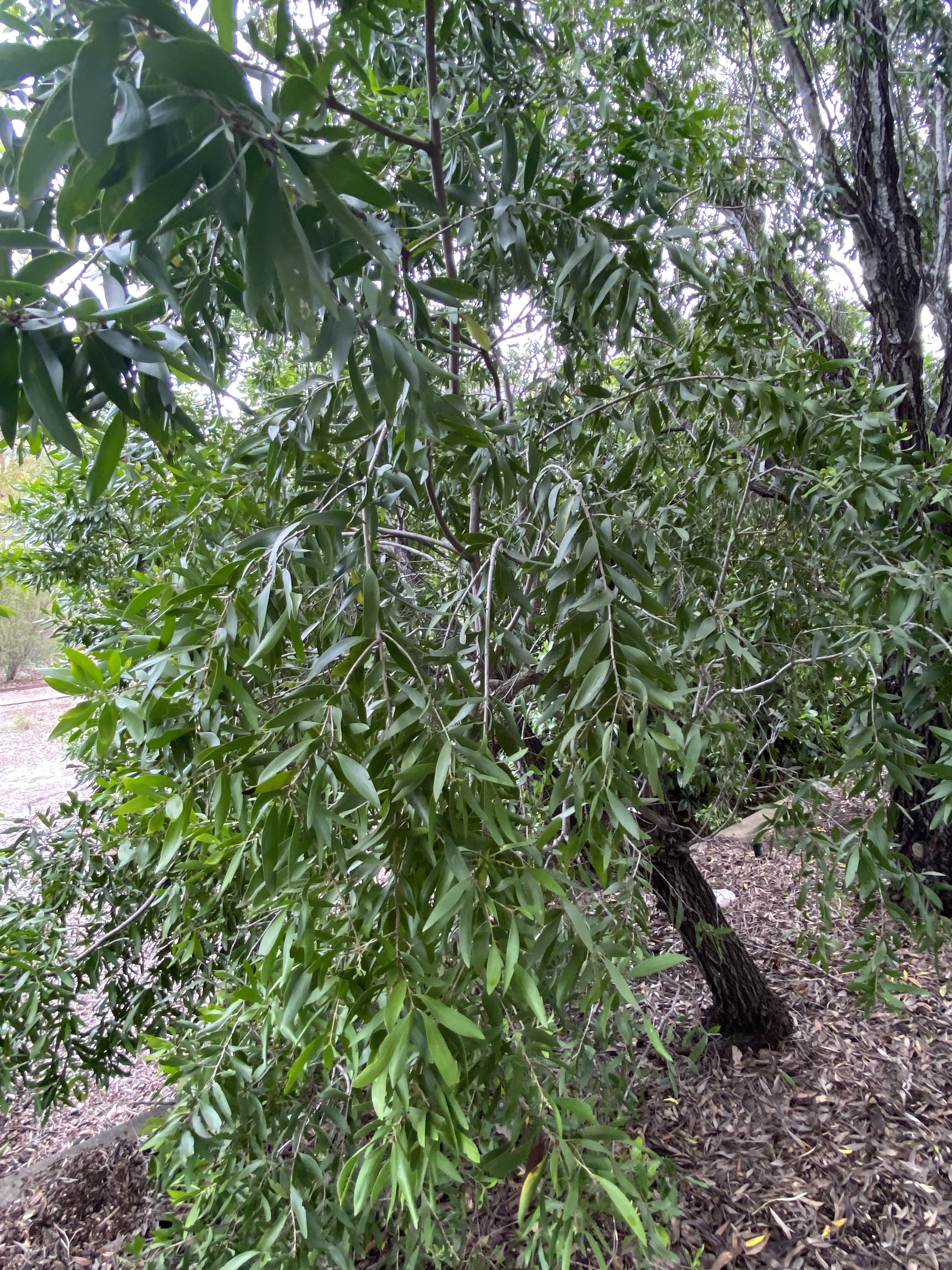
Общий вид растения

Persoonia amaliae — кустарник или небольшое дерево высотой до 2-8 м, имеет трещиноватую кору у основания и гладкую кору сверху. Молодые веточки и листья с сероватыми или светло-коричневыми волосками. Листья лопатообразные, узко-эллиптические или копьевидные, 30-80 мм в длину и 6-18 мм в ширину. Цветки растут группами до одиннадцати на стеблях длиной до 40 мм на ветвях, которые продолжают расти после цветения. Каждый цветок на опушённой цветоножке длиной 3-9 мм, листочки околоцветника жёлтые, 10-13 мм в длину. Цветёт с января по июль.

## Таксономия
Впервые вид был официально описан чешским ботаником Карелом Домином в 1921 году по экземпляру, собранному в окрестностях озера Элфинстоун немецким ботаником Амалией Дитрих. Видовой эпитет — в честь сборщицы описанного экземпляра растения.

## Распространение
Persoonia amaliae — эндемик австралийского штата Квинсленд. Растёт в лесу на прибрежных хребтах на высоте от 150 до 700 м над уровнем моря в основном между Юнджеллой и Биггенденом.

## Охранный статус
Вид Persoonia amaliae внесена в список «вызывающих наименьшее беспокойство» в соответствии с Законом правительства штата Квинсленд об охране природы 1992 года.